# حشره‌خوار جنگلی بیوکو
 حشره‌خوار جنگلی بیوکو (نام علمی: Sylvisorex isabellae) نام یک گونه از سرده حشره‌خوارهای جنگلی است.